# Anaxyrus speciosus
Espèce
Synonymes
- Bufo speciosus Girard, 1854
- Bufo spectabilis Peters, 1874 "1873"
- Bufo pliocompactilis Wilson, 1968

Statut de conservation UICN

 LC  : Préoccupation mineure
Anaxyrus speciosus est une espèce d'amphibiens de la famille des Bufonidae.

## Répartition
Cette espèce se rencontre :
- aux États-Unis dans le Sud-Est du Nouveau-Mexique, au Texas et dans l'ouest de l'Oklahoma ;
- au Mexique au Tamaulipas, dans le Nord du Nuevo León, au Coahuila et dans le Nord-Est du Chihuahua.

## Publication originale
- Girard, 1854 : Descriptions of new genera and species of North American Frogs. Proceedings of the Academy of Natural Sciences of Philadelphia, vol. 7, p. 86–88  (texte intégral).